# Polyphalloplana bocki
Polyphalloplana bocki is een platworm (Platyhelminthes). De worm is tweeslachtig. De soort leeft in het zoute water.
Het geslacht Polyphalloplana, waarin de platworm wordt geplaatst, wordt tot de familie Polyposthiidae gerekend. De wetenschappelijke naam van de soort werd voor het eerst geldig gepubliceerd in 1951 door de Beauchamp.